# جیسون دریسدیل
جیسون دریسدیل (انگلیسی: Jason Drysdale؛ زادهٔ ۱۷ نوامبر ۱۹۷۰) بازیکن فوتبال اهل بریتانیا است.
از باشگاه‌هایی که در آن بازی کرده‌است می‌توان به باشگاه فوتبال نیوکاسل یونایتد، باشگاه فوتبال بث سیتی، باشگاه فوتبال سوئیندون تاون، باشگاه فوتبال واتفورد، باشگاه فوتبال فارست گرین راورز، و باشگاه فوتبال نورث‌همپتون تاون اشاره کرد.